# بيالا (مقاطعة روسه)
بيالا (البلغارية: Бяла [ˈbʲałɐ]) هي بلدة في مقاطعة روسه شمال بلغاريا. تقع المدينة على مفترق طرق بين الطرق التي تربط روسه مع فيليكو ترنوفو وبلفن مع فارنا.

## نبذة
تشتهر المدينة بجسر بيلينسكي، حيث يقع معظم جسر بيلينسكي (جسر بيالا) فوق نهر يانترا. يوجد بالمدينة متحف حرب التحرير المخصص للحرب الروسية التركية.

## التعداد
في إحصاء ديسمبر 2009، بلغ عدد سكان بيالا 9015 نسمة.